# 吉江氏
吉江氏（よしえし）は、日本の氏族。

## 越後吉江氏
上杉氏に仕えた家系。越後国西蒲原郡吉江村の領主。出自の詳細は不明だが、藤原北家勧修寺家流上杉氏（異伝として桓武平氏長尾氏）の分家と云われる。吉江景宗の子・宗信の代から上杉謙信に仕えた。宗信は子・景資と共に魚津城の守将の一人であったが魚津城の戦いで自刃した。
後に上杉景勝が米沢藩に転封されると、米沢藩に移る。江戸時代の人物として奉行兼藩校興譲館頭取の吉江輔長がいる。
明治以降の当主は陸軍歩兵少佐従五位勲五等吉江弘一(昭和6年12月6日歿、享年42)。

### 系図
```
吉江景宗

 　┃
　
宗信
　　　　　　（
中条氏
より）
 　┃　　　　　　　　　 ┃
　
景資
　　 　　　　　
中条景資

 　┣━━┳━━━┓　　 ┃
　
長忠
　
長秀
　
中条景泰
＝女
　　　　　　　　　　　┃
　 　　　　　　 　　 
三盛

　　　　　　　　　　　┃
```